# Cantonul Fère-Champenoise
Cantonul Fère-Champenoise este un canton din arondismentul Épernay, departamentul Marne, regiunea Champagne-Ardenne, Franța.

## Comune
| Comune                    | Populație (1999) | Cod poștal | Cod INSEE |
| ------------------------- | ---------------- | ---------- | --------- |
| Angluzelles-et-Courcelles | 143              | 51230      | 51010     |
| Bannes                    | 212              | 51230      | 51035     |
| Broussy-le-Grand          | 257              | 51230      | 51090     |
| Connantray-Vaurefroy      | 159              | 51230      | 51164     |
| Connantre                 | 1.110            | 51230      | 51165     |
| Corroy                    | 142              | 51230      | 51176     |
| Courcemain                | 112              | 51260      | 51182     |
| Euvy                      | 101              | 51230      | 51241     |
| Faux-Fresnay              | 319              | 51230      | 51243     |
| Fère-Champenoise          | 2.293            | 51230      | 51248     |
| Gourgançon                | 149              | 51230      | 51276     |
| Haussimont                | 174              | 51320      | 51285     |
| Lenharrée                 | 107              | 51230      | 51319     |
| Marigny                   | 103              | 51230      | 51351     |
| Montépreux                | 36               | 51320      | 51377     |
| Ognes                     | 72               | 51230      | 51412     |
| Thaas                     | 92               | 51230      | 51565     |
| Vassimont-et-Chapelaine   | 71               | 51320      | 51594     |